# Chelah Horsdal
Chelah P. Horsdal, née le 19 juin 1973 à Vancouver, est une actrice canadienne.
Elle est principalement connue pour ses rôles dans les séries télévisées Hell on Wheels : L'Enfer de l'Ouest et Le cœur a ses raisons.

## Biographie
Elle est la fille du musicien Valdy (en).

## Filmographie

### Cinéma
- 2003 : Paycheck : la jeune mère
- 2004 : The Truth About Miranda : Jan
- 2004 : Chasseur de têtes : Sharon
- 2005 : L'Exorcisme d'Emily Rose : Assistante DA #3
- 2006 : Hollow Man 2 : La secrétaire aveugle
- 2006 : X-Men : L'Affrontement final : La mère de Mercedes
- 2010 : Altitude : Mme Taylor
- 2011 : Marley et moi 2 : Carol Grognan
- 2011 : La Planète des singes : Les Origines : Irena
- 2011 : La Cabane dans les bois : Membre de l'équipe technique
- 2014 : Si je reste : Liddy
- 2019 : Noëlle : Dr Shelley Sussman

### Télévision

#### Séries télévisées
- 2003 : Tru Calling : Compte à rebours : (Rôle inconnu) (saison 1, épisode 5)
- 2004 : Brigade spéciale : Dr Walker (saison 7, épisode 2)
- 2004-2007 : Stargate SG-1 : Lt Catherine Ambrose (saisons 8 à 10)
- 2005 : Smallville : Dr McCann (saison 5, épisode 9)
- 2005 : Réunion : Destins brisés : Jane Kelsey (saison 1, épisode 3)
- 2005 : Les Maîtres de l'horreur : Frances Elwood (saison 1, épisode 2)
- 2005 : Esprits criminels : Heather Woodland (saison 1, épisode 1)
- 2006 : The L Word : Sally (saison 3 épisode 3)
- 2006 : The Evidence : Les Preuves du crime : Ivy Beckman (saison 1, épisode 4)
- 2006 : Saved : Gail Esterbrook (saison 1, épisodes 10 & 12)
- 2006 : Psych : Enquêteur malgré lui : Beth (saison 1, épisode 13)
- 2006 : Men in Trees : Leçons de séduction : (Rôle inconnu) (saison 1, épisode 3)
- 2006 : Bienvenue à Whistler : Janet (saison 1, épisodes 5 ; 6 & 12)
- 2006 : Battlestar Galactica : Didi Cassidy (saison 3, épisodes 19 & 20)
- 2008 : Stargate Atlantis : Erran (saison 5, épisodes 9)
- 2011 : Supernatural : Mère de Bobby (saison 7, épisode 10)
- 2011 : Facing Kate : Brooke Keller (saison 1, épisode 2)
- 2011 : Endgame : Olivia Davis (saison 1, épisode 6)
- 2011 : Cluedo, nouvelle génération : Directrice Kroger (saison 1, épisodes 4 & 5)
- 2012 : Dr Emily Owens : Marian Kramden (saison 1, épisode 1)
- 2012-2013 : Arrow : Kate Spencer
- 2013 : Motive : Deana Mitchell (saison 1, épisode 4)
- 2013-2016 : Hell on Wheels : L'Enfer de l'Ouest : Margaret "Maggie" Palmer (récurrente saisons 3-4, principale saison 5)
- 2014 : Le cœur a ses raisons : Catherine "Cat" Montgomery
- 2014 : Retour à Cedar Cove : Dr Carmen (saison 2, épisodes 1 & 2)
- 2015-2019 : Le Maître du Haut Château : Helen Smith
- 2015 : Unreal : Louise (saison 1, épisodes 6 & 7)
- 2015 : The Returned : Kris (saison 1, épisode 1)
- 2015 : Proof : Colleen Summers (saison 1, épisode 1)
- 2015 : Girlfriends' Guide to Divorce : Marianne Gallagher (saison 2, épisode 11)
- 2015 : Falling Skies : Alicia (saison 5, épisode 6)
- 2016-2018 : Toi, moi et elle (You me her) : Lori Matherfield
- 2016 : No Tomorrow : La mère de Xavier (saison 1, épisode 2)
- 2017 : When We Rise : Emily (saison 1, épisodes 2 & 3)
- 2017 : Rogue : Chelah Horsdal (saison 4, épisode 5)
- 2017 : Good Doctor : Tessa (saison 1, épisode 13)
- 2018 : The Bletchley Circle : Deborah Mitchell (saison 2, épisodes 7 & 8)
- 2019 : Les 100 : Dr Simone Lightbourne (saison 6, épisode 2)
- 2020 : The Fallen : Lori Corbett
- 2021 : Toujours là pour toi (Firefly Lane)
- 2021 : Star Trek: Discovery : Laira Rillak, présidente de la Fédération des Planètes Unies

#### Téléfilms
- 2007 : Une rivale dans la maison (Perfect Child) : Jen
- 2010 : L'Amour XXL (Lying to Be Perfect) : Nancy
- 2011 : Maman par intérim (Three Weeks, Three Kids) : Mandy Norton
- 2011 : Iron Invader : Députée Jenny
- 2011 : Everything and Everyone : Amanda
- 2011 : El destino está escrito : Doctor
- 2012 : Mortelle intention (Kill for Me) : Sen. Maria Klein
- 2012 : Ce Noël qui a changé ma vie (It's Christmas, Carol !) : Tanya
- 2013 : Hunting Season : Nancy
- 2013 : Angel et moi (Midnight Stallion) : Rita Shepard
- 2016 : La rédemption de ma fille : Donna Phillips
- 2017 : This is your death : Mère d'Elliot